# Esclavage en Grèce antique

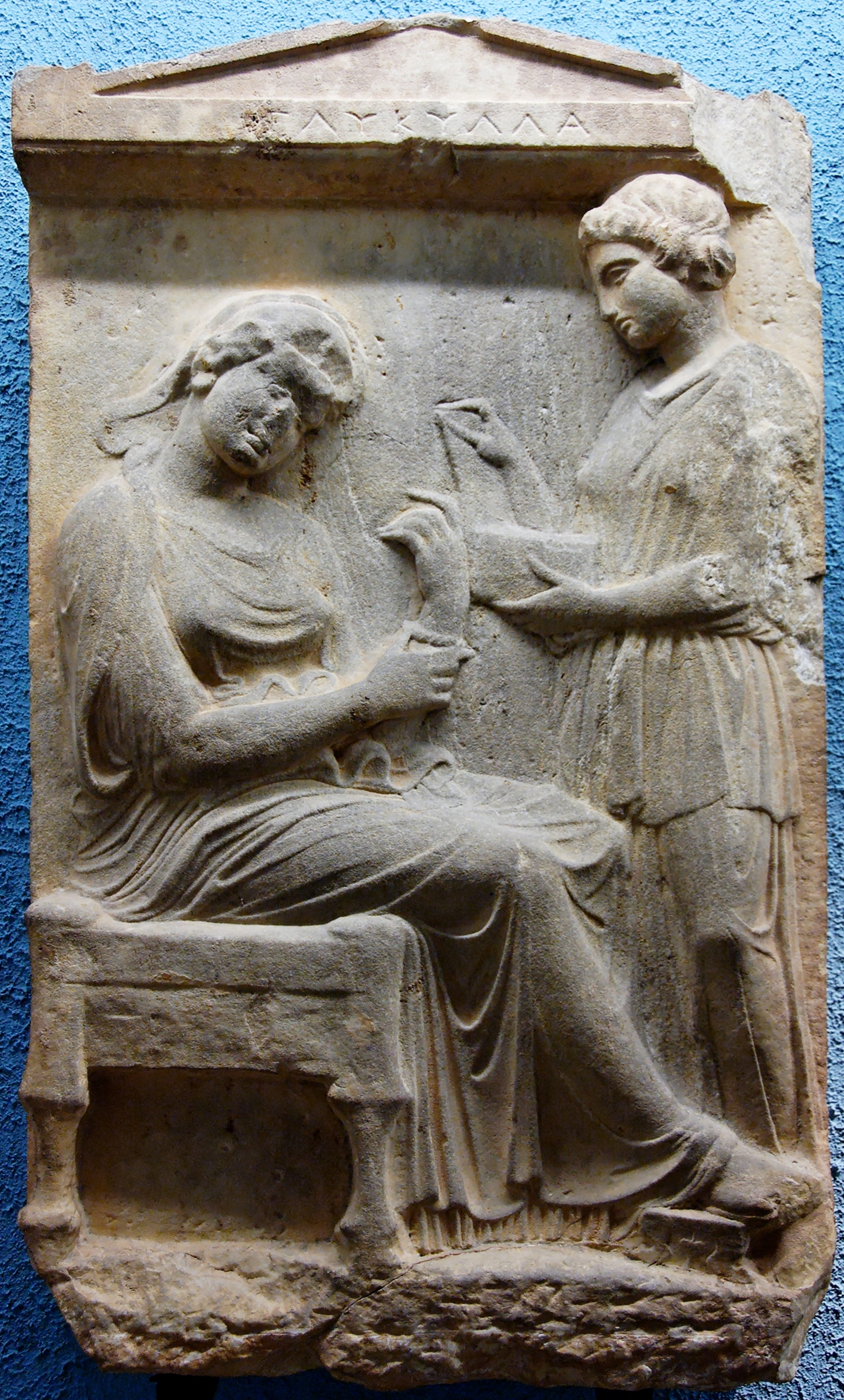
Jeune esclave présentant une boîte à bijoux à sa maîtresse assise, stèle funéraire, vers -430/-410, British Museum.

L’esclavage a été une composante essentielle du développement du monde grec antique pendant toute son histoire. Il est considéré par les Anciens non seulement comme indispensable, mais encore comme naturel : même les stoïciens ou les premiers chrétiens ne le remettent pas en cause.

## Terminologie

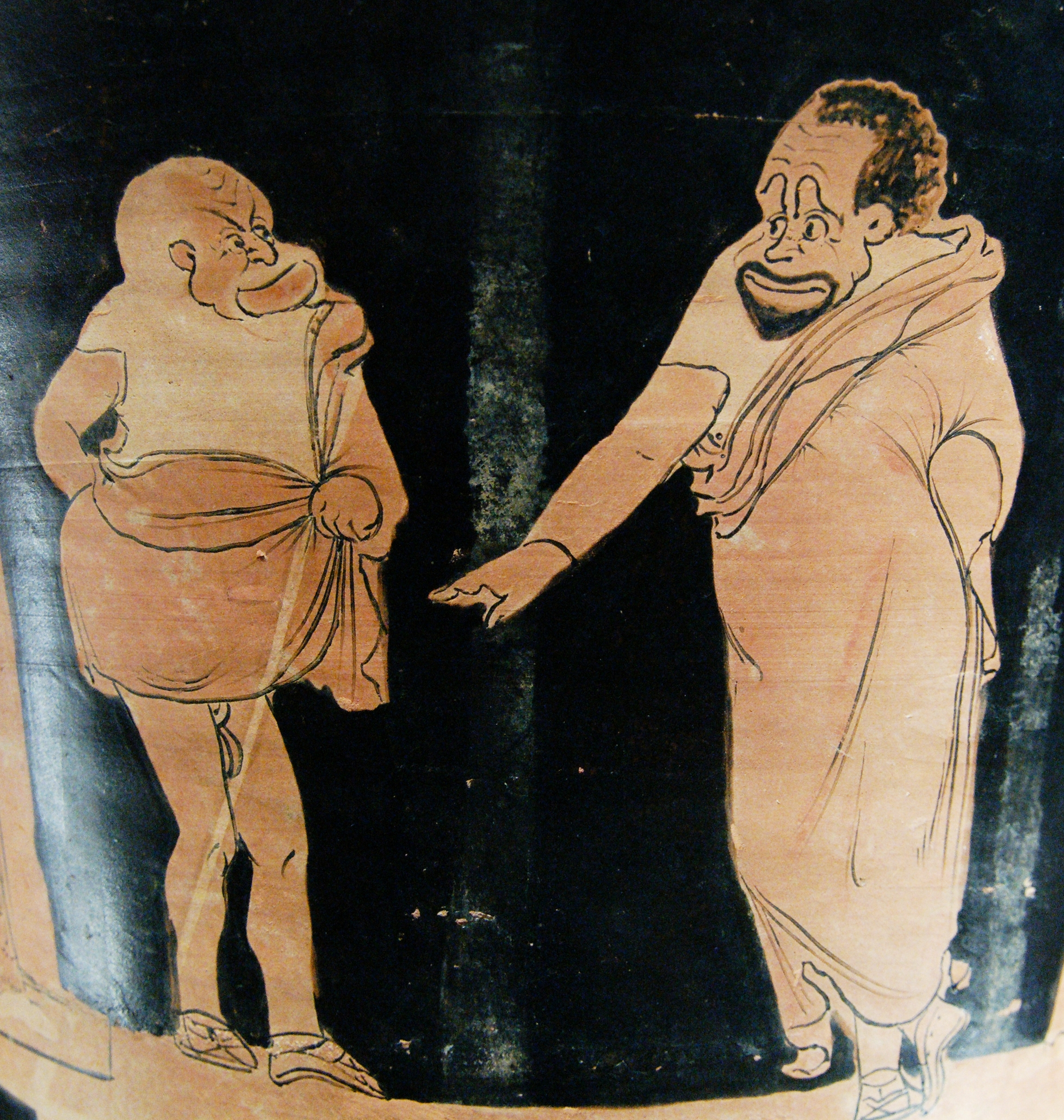
Maître (à droite) et esclave (à gauche) dans une comédie phlyaque, cratère en calice à figures rouges de Sicile, vers 350-340 av. J.-C., musée du Louvre.

Le grec ancien possède un grand nombre de mots pour désigner l’esclave, dont beaucoup demandent un contexte pour éviter toute ambiguïté. Chez Homère, Hésiode ou Théognis de Mégare, l'esclave est appelé δμώς / dmốs. Le sens du mot est général, mais il désigne plus particulièrement des prisonniers de guerre pris comme butin. À l'âge classique, on le nomme ἀνδράποδον / andrápodon (littéralement « qui a des pieds d’homme », par opposition à τετράποδον / tetrapodon, le quadrupède, c'est-à-dire le bétail). Dans un contexte militaire, le terme désigne le prisonnier en tant que part du butin, c'est-à-dire en tant que bien. Le mot le plus courant est sans doute δοῦλος / doûlos (dérivé du mycénien do-e-ro, 𐀈𐀁𐀫 en linéaire B), employé par opposition à l'homme libre (ἐλεύθερος / eleútheros) et plus particulièrement au citoyen (πολίτης / polítês). La δουλεῖα / douleia désigne le rapport de soumission de l'esclave à son maître, mais aussi celle des enfants par rapport à leur père ou celle des citoyens aux magistrats. Le terme οἰκέτης / oikétês est également employé : littéralement, « celui qui habite la maison », par extension, le « domestique ».
Les autres termes utilisés sont beaucoup moins précis et nécessitent un contexte :
- θεράπων / therápôn : chez Homère, le mot désigne l'écuyer (Patrocle est ainsi le therapôn d'Achille[A 2] et Mérion celui d'Idoménée)[A 3] ; à l'âge classique, il désigne le serviteur[4] ;
- ἀκόλουθος / akólouthos, littéralement, le « suivant », « celui qui escorte »[5] ;
- παῖς / pais, littéralement « enfant »[6], emploi que l'on peut rapprocher de celui de « boy »[7] ;
- σῶμα / sôma, littéralement « corps », employé dans le contexte de l'affranchissement[8].

## Origines

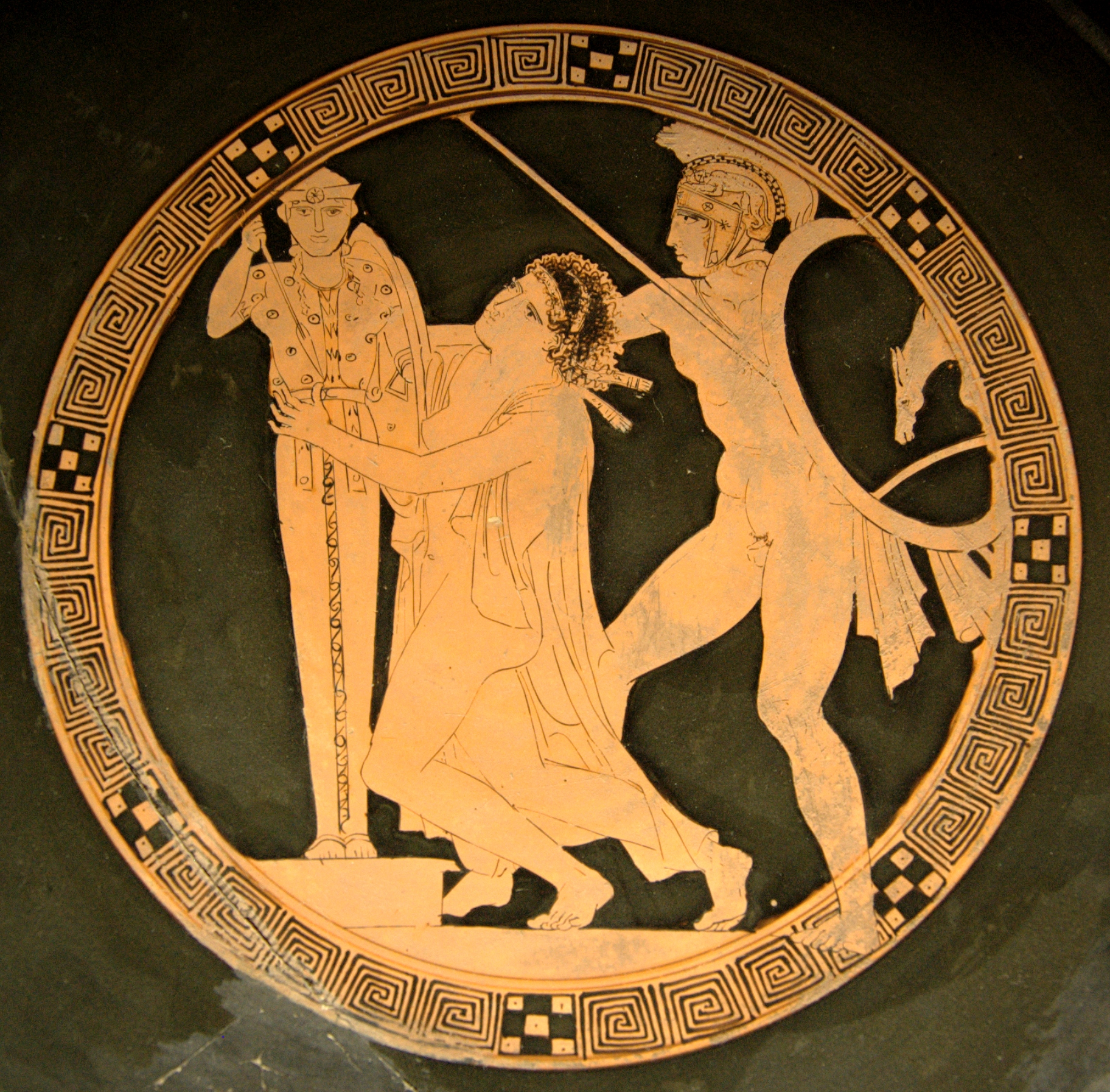
Les femmes, butin de guerre : Ajax, fils d'Oïlée enlevant Cassandre pendant la prise de Troie. Intérieur d'une coupe à figures rouges du Peintre de Codros, v.440-430 av. J.-C., Musée du Louvre.

La présence d'esclaves (do-e-ro) est attestée dans la civilisation mycénienne. D'après les tablettes de Pylos, on peut identifier avec certitude 140 do-e-ro. On distingue deux catégories juridiques : les « simples » esclaves et les « esclaves du dieu » (te-o-jo do-e-ro) - le dieu étant probablement Poséidon. Les esclaves du dieu sont toujours mentionnés par leur nom et possèdent de la terre ; la loi les traite plutôt comme des affranchis. La nature de leur sujétion au dieu et son origine sont mal connues, l'on ne sait s’il s’agit de consécration personnelle ou d’affranchissement sacré. Pour ce qui est des autres, certains d'entre eux - un ethnique de Cythère, Chios, Lemnos ou encore Halicarnasse - ont probablement été réduits en esclavage par des pirates - comme le prouve leur nom. Les tablettes montrent que les unions entre esclaves et non-esclaves ne sont pas rares ; que les esclaves peuvent être artisans indépendants, qu'ils peuvent détenir un lot de terre. De fait, il semble que la division majeure dans la civilisation mycénienne ne passe pas entre libres et non-libres mais entre dépendants du palais et non dépendants.
Chez Homère, où les structures sociales reflètent celles des siècles dits « obscurs », on n’observe aucune réelle similitude avec l’époque mycénienne. Même la terminologie change : l’esclave est « dmôs » et non plus « do-e-ro ». Dans l’Iliade, les esclaves sont avant tout des femmes, prises comme butin de guerre, Briséis, Diomédé, Iphis et Hécamédé alors que les hommes sont rançonnés : Dans l’Iliade, le Troyen Adraste, les fils d'Antimaque et Lycaon demandent à être épargnés en échange d'une rançon ou tués sur le champ de bataille. Dans l’Odyssée, douze servantes partagent la couche des prétendants, désobéissant ainsi à Euryclée ; les esclaves sont majoritairement des femmes servantes. Elles sont cinquante dans le palais d'Ulysse et dans celui d'Alcinoos ; lorsque sont dénoncées les douze servantes qui ont trahi Ithaque en couchant avec les prétendants, de surcroît sans le consentement du roi, du maître des lieux, elles sont pendues après avoir été forcées de nettoyer les traces du massacre. Avant son combat contre Achille, Hector prédit pour sa femme Andromaque une vie de servitude et mentionne le tissage et l'approvisionnement en eau.
L'esclave accompagne son maître au marché ou en société, lors de tous ses déplacements ; se déplacer sans la compagnie d'un esclave est très critiqué, mal vu dans la société : l'Avare et le Malotru, dépeints par Théophraste dans Les Caractères se rendent seuls au marché. Les esclaves effectuent également toutes les corvées qui fatigueraient leur maître : généralement bâties en hauteur, les villes antiques grecques sont éloignées des sources et des fontaines, et aller chercher de l'eau est une des corvées qui incombent aux esclaves du sexe féminin. Aristophane, dans sa pièce La Paix, démontre combien il est inconvenant pour une dame, honnête épouse, de répondre elle-même à la porte ou encore Théophraste, qui dépeint la rusticité comme l'audace d'un couple qui va lui-même ouvrir la porte à un hôte ou un invité. Dans le même chapitre, Théophraste dépeint comme rustre celui qui s'entretient avec les esclaves comme le fait Ulysse avec Eumée. Le Médisant de Théophraste se moque des gens qui ouvrent eux-mêmes la porte de la cour et ne le laissent donc pas faire par un des esclaves. Dans la Grèce antique, il est en effet mal vu dans cette partie de la société qui peut employer un esclave de faire ce qui lui incombe à sa place. Dans l’Odyssée, les servantes veillent sur le foyer, préparent le festin des prétendants, moulent le grain, font les lits ou prennent soin des invités et sont parfois concubines (il s'agit ici d'esclavage sexuel). Dans l’Iliade, Chryséis partage le lit d'Agamemnon, Briséis et Diomédé celui d'Achille et Iphis celui de Patrocle. Il existe des esclaves masculins, surtout dans l’Odyssée, ainsi en est-il du porcher Eumée[réf. nécessaire].
L’esclave a la particularité d'être membre à part entière de l’oikos, la cellule familiale, la maisonnée : Laërte boit et mange avec ses serviteurs et en hiver, il dort à leurs côtés. Le terme dmôs n’est pas péjoratif et Eumée, le porcher, bénéficie des mêmes épithètes homériques que les héros grecs. Malgré tout, l’esclavage reste une déchéance. Eumée lui-même déclare que « Zeus l'Assourdissant prend la moitié de sa valeur / à l'homme, dès le jour où on le livre à l'esclavage ».
À l'âge archaïque, il est difficile de déterminer quand naît l’esclavage-marchandise. Dans les Travaux et les Jours (VIIIe siècle av. J.-C.), il apparaît qu’Hésiode possède plusieurs dmôes dont le statut n'est pas clair. La présence de douloi est attestée chez des poètes lyriques comme Archiloque ou Théognis de Mégare. Selon la tradition, la loi de Dracon (v. 620 av. J.-C.) sur l'homicide aurait mentionné des esclaves. Selon Plutarque, le législateur athénien Solon aurait interdit aux esclaves de pratiquer la gymnastique et la pédérastie. À partir de cette époque, les mentions se multiplient. C’est au moment où Solon établit les bases de la démocratie athénienne que s'impose donc l'esclavage. Moses Finley remarque que Chios, selon Théopompe, a été la première cité à pratiquer le commerce des esclaves. Le VIe siècle av. J.-C. voit aussi une démocratisation précoce. Ainsi, conclut Finley, « un des aspects de l’histoire grecque, c'est en bref l’avance, main dans la main, de la liberté et de l'esclavage. »
Mais la position de Finley est remise en cause par des chercheurs comme Paulin Ismard, précisément à cause de Chios. Peut-être l'association entre la démocratie et la servilité est-elle justifiée pour les cas particuliers d'Athènes et d'autres cités, mais ces lieux ne sont pas des modèles de l'esclavage antique, alors que Chios en a été un. Dans cette ile, le recours massif à l'esclave-marchandise s'appuyait sur l'organisation et le controle des routes de traite, avec la sélection des personnes forcées à la servilité en dehors de la Grèce. Ce serait la profitabilité économique de ce système dans le développement méditerranéen qui a décidé ses élites à recourir à l'esclavage, mais il n'y a pas à ce moment-là de transformation d'ordre politique de la société. Cette organisation esclavagiste a servi de modèle et a été reprise par l'ensemble des parties économiques de l'antiquité grecque, sans avoir été provoquée par la mise en œuvre de la démocratie athénienne.

## Rôle économique

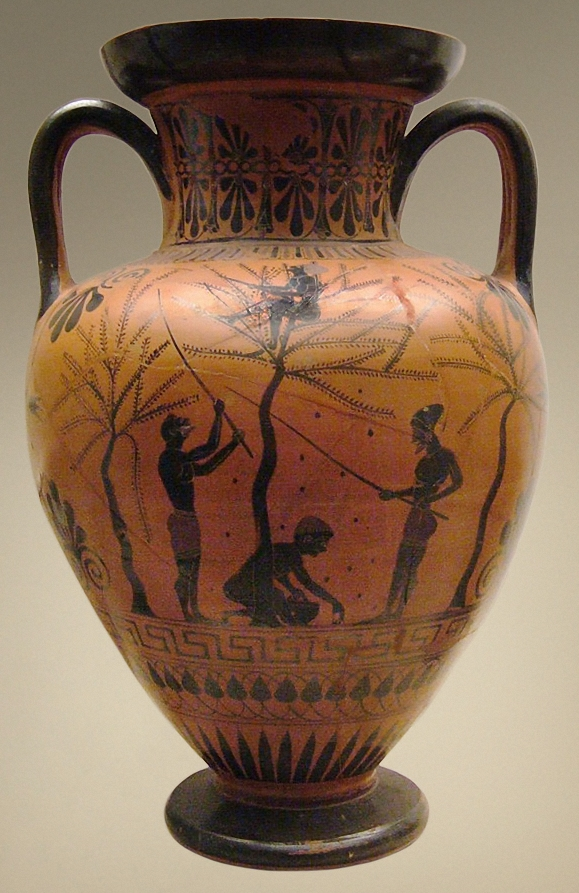
L'agriculture, principale activité utilisant des esclaves, British Museum.

Il n’existe pas d’activité servile à proprement parler : toute tâche est susceptible d’être effectuée par un esclave, à l'exception de la politique. Pour les Grecs[Lesquels ?][Quand ?], elle est la seule activité qui soit digne d’un citoyen, le reste devant être abandonné le plus possible aux non-citoyens. C’est le statut qui importe, et non le type d’activité.
La principale activité utilisant des esclaves est probablement l’agriculture, base de l'économie grecque. Certains petits propriétaires terriens possédaient un esclave, voire deux. Une abondante littérature de manuels pour propriétaires terriens atteste la présence de plusieurs dizaines d'esclaves dans les grands domaines, à la fois en tant que travailleurs de base et en tant qu'intendants. Si la proportion du recours à l'esclavage dans le travail agricole est encore disputée, il est certain d'une part que l'esclavage rural est très courant à Athènes, et d'autre part qu'on ne trouve pas en Grèce les immenses populations d'esclaves des latifundia romaines.
Dans les mines et les carrières, le travail servile est de loin le plus important. On y trouve d’importantes populations d’esclaves, souvent loués par de riches particuliers. Le stratège Nicias loue un millier d’esclaves aux mines d’argent du Laurion, en Attique, Hipponicos 600 et Philomidès, 300. Le pseudo-Xénophon indique qu’ils rapportent une obole par esclave et par jour, soit 60 drachmes par an,. C’est l’un des placements les plus prisés des Athéniens. On a pu estimer au total à 30 000 le nombre d’esclaves travaillant au Laurion ou aux moulins de traitement du minerai attenants. Ce dernier propose même que la cité se dote d’une importante population d’esclaves d'État, à hauteur de trois par citoyen, dont la location permettrait d’assurer l’entretien de tous les citoyens.
Les esclaves sont également utilisés dans l’artisanat. À l'instar de l’agriculture, on y recourt dès que l’activité dépasse la famille. Cependant, la proportion de main-d’œuvre servile est beaucoup plus importante dans les ateliers. La fabrique de boucliers de Lysias emploie ainsi 120 esclaves et le père de Démosthène, 32 couteliers et 20 fabricants de lits. Enfin, les esclaves sont également employés à la maison. Le domestique a pour rôle de remplacer le maître de maison dans son métier et de l’accompagner dans ses trajets et voyages. En temps de guerre, il sert de valet d'armes à l’hoplite ; on a suggéré que leur rôle réel était bien plus important. La femme esclave s’occupe quant à elle des tâches domestiques, en particulier de la cuisson du pain et de la fabrication des tissus. Seuls les plus pauvres n'ont pas d'esclave domestique.

## Démographie

### Population

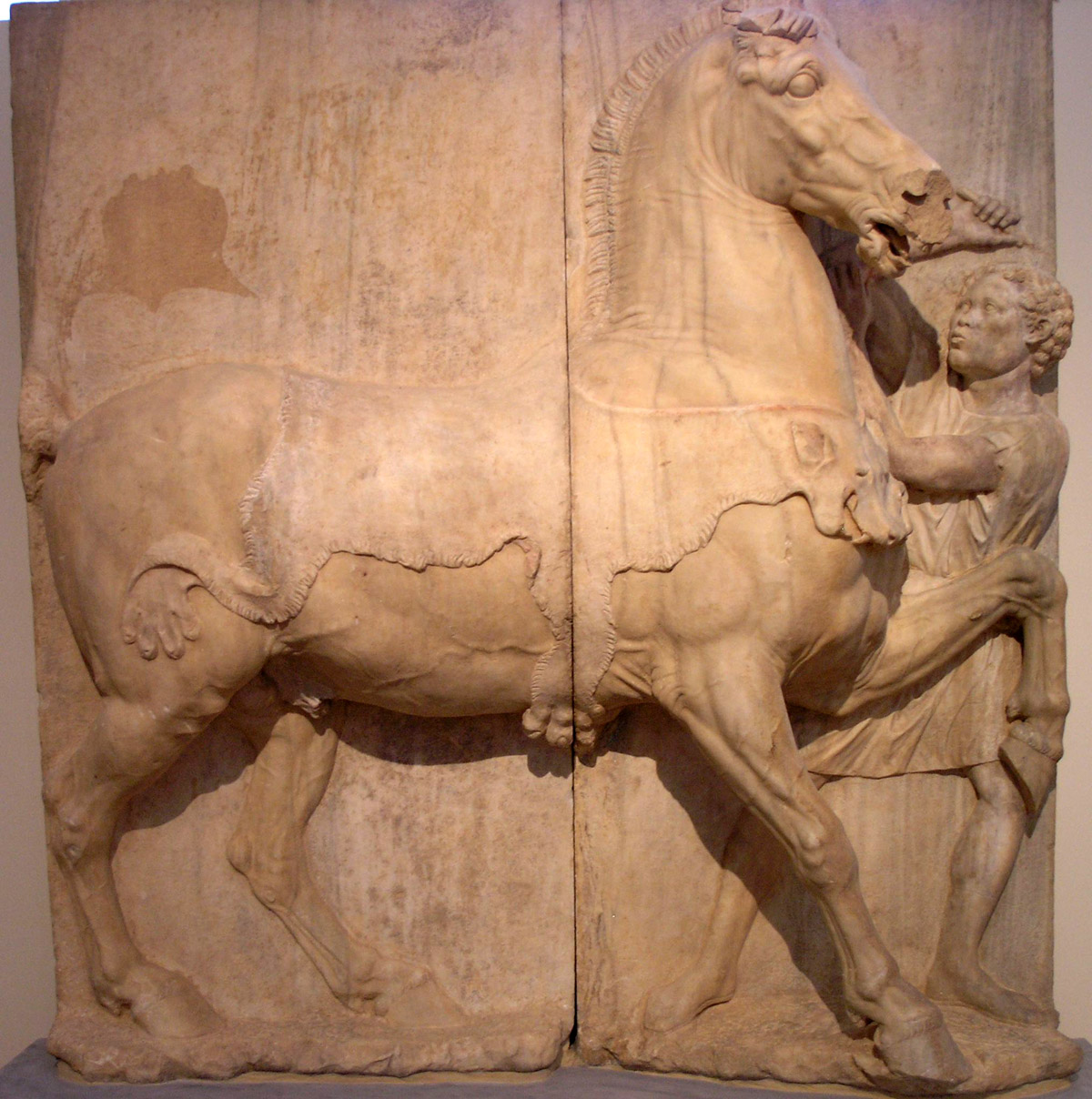
Esclave « éthiopien » tentant de maîtriser un cheval, date inconnue, Musée national archéologique d'Athènes.

Il est difficile d’estimer le nombre d’esclaves en Grèce antique, faute de recensements précis et en raison d’importantes variations en fonction de l’époque, du contexte politique et économique.
Il est certain qu’Athènes possède la population globale la plus importante, jusqu’à peut-être 80 000 esclaves aux VIe et Ve siècles av. J.-C., soit en moyenne trois ou quatre esclaves par ménage. Au Ve siècle av. J.-C., Thucydide évoque sans s'y appesantir la désertion de 20 000 esclaves au cours de la guerre de Décélie, en majorité des artisans[réf. nécessaire]. L’estimation la plus basse de 20 000 esclaves au temps de Démosthène correspond à un esclave par ménage. Enfin, entre 317 et 307, le tyran Démétrios de Phalère ordonne un recensement général de l’Attique qui aboutit aux chiffres suivants : 21 000 citoyens, 10 000 métèques et 400 000 esclaves. L’orateur Hypéride, dans son Contre Aristogiton, évoque le projet d’enrôler 150 000 esclaves (donc mâles et en âge de porter les armes) à la suite de la défaite grecque de Chéronée (338), ce qui concorde avec les chiffres précédents[réf. nécessaire]. Raymond Descat estime par exemple le nombre d'esclaves à Athènes au IVe siècle av. J.-C. entre 200 et 250 000 à partir d'une analyse en particulier du passage d'Athénée et du sens à donner à oïkétaï. Raymond Descat, en faisant une analyse du contexte à l'époque de Démétrios de Phalère, revoit la traduction d'oïkétaï, longtemps compris comme "esclaves", et traduit par "personnes dans les maisons".
D’après les œuvres littéraires, il semble que la grande majorité des Athéniens possèdent au moins un esclave : Aristophane, dans Ploutos, dépeint des paysans pauvres propriétaires de plusieurs esclaves ; Aristote définit une maison comme contenant des hommes libres et des esclaves. Inversement, ne pas en posséder du tout est un signe de pauvreté. Ainsi, dans le célèbre discours de Lysias Sur l’invalide, un infirme, faisant appel du retrait de sa pension, explique : « ce que je tire de mon métier est peu de chose ; déjà j’ai de la peine à l’exercer moi-même, et je n’ai pas encore le moyen d’acheter un esclave qui me remplace. » Cependant, les immenses populations d’esclaves des Romains sont inconnues chez les Grecs. Quand Athénée cite le cas de Mnason, ami d’Aristote et propriétaire de mille esclaves, cela reste exceptionnel. Platon, lui-même propriétaire de cinq esclaves au moment de sa mort, se contente de leur attribuer 50 esclaves quand il évoque des gens très riches.
En termes de densité, Thucydide estime que l’île de Chios est le territoire grec qui possède proportionnellement le plus d'esclaves, à l'exception de Lacédémone, c'est-à-dire de Sparte.

### Filières d’approvisionnement
Il existe trois filières d’approvisionnement principales en esclaves : la guerre, la piraterie (maritime) ou brigandage (terrestre), et le commerce international.

#### Guerre
Dans le droit de la guerre antique, le vainqueur possède tous les droits sur le vaincu, que celui-ci ait combattu ou non. L’asservissement, sans être systématique, est pratique courante. Ainsi, Thucydide évoque les 7 000 habitants d’Hyccara, en Sicile, faits prisonniers par Nicias et vendus ensuite (pour 120 talents) dans la ville voisine de Catane. De même, en 348, la population d’Olynthe est réduite en esclavage ; celle de Thèbes le sera en 335 par Alexandre le Grand et celle de Mantinée en 223 par la Ligue achéenne.
L’existence d’esclaves grecs est une source de gêne constante pour les Grecs libres. Aussi l’asservissement des cités est-elle une pratique très contestée. Certains généraux s’y refusent, ainsi des spartiates Agésilas II ou encore Callicratidas. Certaines cités passent des accords interdisant la pratique : ainsi, au milieu du IIIe siècle, Milet convient de ne réduire aucun Cnossien libre en esclavage, et réciproquement. L’affranchissement d’une cité entière réduite en esclavage (moyennant rançon) apporte inversement un très grand prestige : ainsi Philippe II de Macédoine avait successivement réduit en esclavage puis relevé la cité de Stagire. Cassandre de Macédoine, en 316, restaure la cité de Thèbes.

#### Piraterie
La guerre fournit donc des contingents importants et réguliers d’esclaves grecs. Il en va de même de la piraterie (maritime) et du brigandage (terrestre), dont l’importance varie selon les époques et les régions. Pirates et brigands demandent une rançon lorsque leur proie est de qualité. Lorsque celle-ci n’est pas payée, ou si le prisonnier n’est pas rançonnable, il est vendu à un trafiquant. Ainsi, nul homme libre n’est à l’abri de tomber en servitude. Dans certaines régions, piraterie ou brigandage sont de véritables spécialités nationales, que Thucydide qualifie de vie « à la manière ancienne » : c’est le cas de l’Acarnanie, de la Crète ou encore de l’Étolie. Hors de Grèce, c'est également le cas des Illyriens, des Phéniciens et des Tyrrhéniens. À l’époque hellénistique s’y ajoutent les Ciliciens et les peuples montagnards de la côte d’Asie mineure. Strabon explique la vogue de l’activité chez les Ciliciens par sa rentabilité : Délos, située non loin, permet « d’écouler quotidiennement des myriades d’esclaves ». L’influence croissante de l’Empire romain, grand demandeur en esclaves, développe le marché et aggrave la piraterie. Au Ier siècle, les Romains tentent au contraire d’écraser la piraterie, souhaitant exploiter de manière différente les nouvelles provinces de l’Empire[réf. nécessaire].

#### Commerce
Il existe par ailleurs un commerce d’esclaves avec les peuples barbares voisins : Thraces, Scythes, Cappadociens, Paphlagoniens, etc. Les mécanismes sont relativement identiques à ceux de la traite des Noirs : des professionnels locaux vendent leurs congénères aux marchands d’esclaves grecs. Les principaux centres de commerce d’esclave semblent avoir été Éphèse, Byzance ou encore Tanaïs, sur l’embouchure du Don. Si certains esclaves barbares sont eux-mêmes victimes de guerre ou de piraterie locale, d'autres sont vendus par leurs parents.
Il existe peu de témoignages sur le trafic d’esclaves, mais plusieurs éléments en attestent. D’abord, certaines nationalités sont représentées de manière importante et constante parmi la population servile, ainsi du corps d’archers scythes utilisé par Athènes comme force de police (300 individus à l’origine, près d’un millier ensuite). Ensuite, les prénoms attribués aux esclaves dans les comédies ont souvent une connotation de lieu : ainsi, « Thratta », utilisé par Aristophane dans Les Guêpes, les Acharniens ou encore La Paix signifie simplement « femme thrace ».
Au reste, la nationalité de l’esclave est un critère essentiel pour les acheteurs importants : les Anciens[Qui ?] conseillent de ne pas concentrer en un même lieu trop d’esclaves de la même origine, afin de limiter les risques de révolte. Il est probable également que, comme chez les Romains, certaines nationalités soient considérées comme produisant de meilleurs esclaves que d’autres[réf. nécessaire].

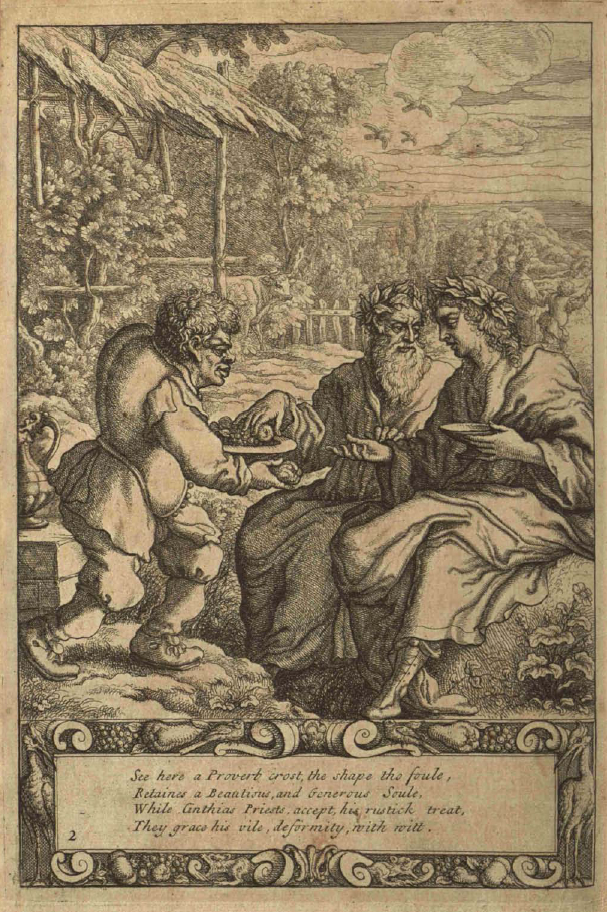
L'esclave Ésope au service de deux prêtres, par F. Barlow, 1687.

Le prix des esclaves varie en fonction de leur compétence. Les couteliers du père de Démosthène valent bien 500 ou 600 drachmes chacun. Le prix est également fonction de la quantité d'esclaves disponibles à la vente : au IVe siècle, ceux-ci sont abondants et donc bon marché. Sur les marchés d'esclaves, une taxe est prélevée par la cité sur le produit de la vente : au sanctuaire d'Apollon à Actiôn, par exemple, la confédération des Acarnaniens, qui prend en charge la logistique des festivités, perçoit la moitié de la taxe, tandis que la cité d'Anactorion, sur le territoire duquel se trouve le sanctuaire, perçoit l'autre moitié. On sait par ailleurs que l'acheteur bénéficie d'une garantie contre les « vices cachés » de l'esclave : si celui-ci s'avère malade et si l'acheteur n'en a pas été prévenu, il peut faire annuler la vente. Les esclaves, quel que soit le sexe, peuvent être achetés ou loués à plus ou moins long terme comme personne de compagnie ou homme de métier. Théophraste dans Les Caractères montre un homme mettant en doute la qualité de l'achat d'un esclave comme n'importe quelle marchandise, puis un autre qui loue un esclave au lieu d'acheter une servante, et Homère au chant XXII de l’Iliade montre une esclave proposée comme prix de victoire, dont la valeur est estimée en têtes de bétail : dans l'exemple présent, l'esclave dite « experte en maints travaux » vaut trois fois moins qu'un trépied (3 bœufs pour la femme contre 12 pour le trépied).
Un esclave veille au confort de son maître : porter son vêtement, transporter la bourse pour faire le marché, l'installer confortablement lors des réceptions ou événements, être envoyé à la banque ; en société, il est de bon ton de se faire assister et accompagner par un esclave au moins. Au IVe siècle av. J.-C., posséder un esclave éthiopien est un trait de snobisme, mode inspirée par les récentes campagnes d'Alexandre le Grand. Lucien de Samosate raconte dans Les Lapithes que l'un des esclaves se voit offrir un pourboire en grande discrétion afin de tirer quelques avantages salaces[Quoi ?], et dans Le Misanthrope sont évoquées les marques au fer rouge des esclaves fugitifs.

### Accroissement naturel

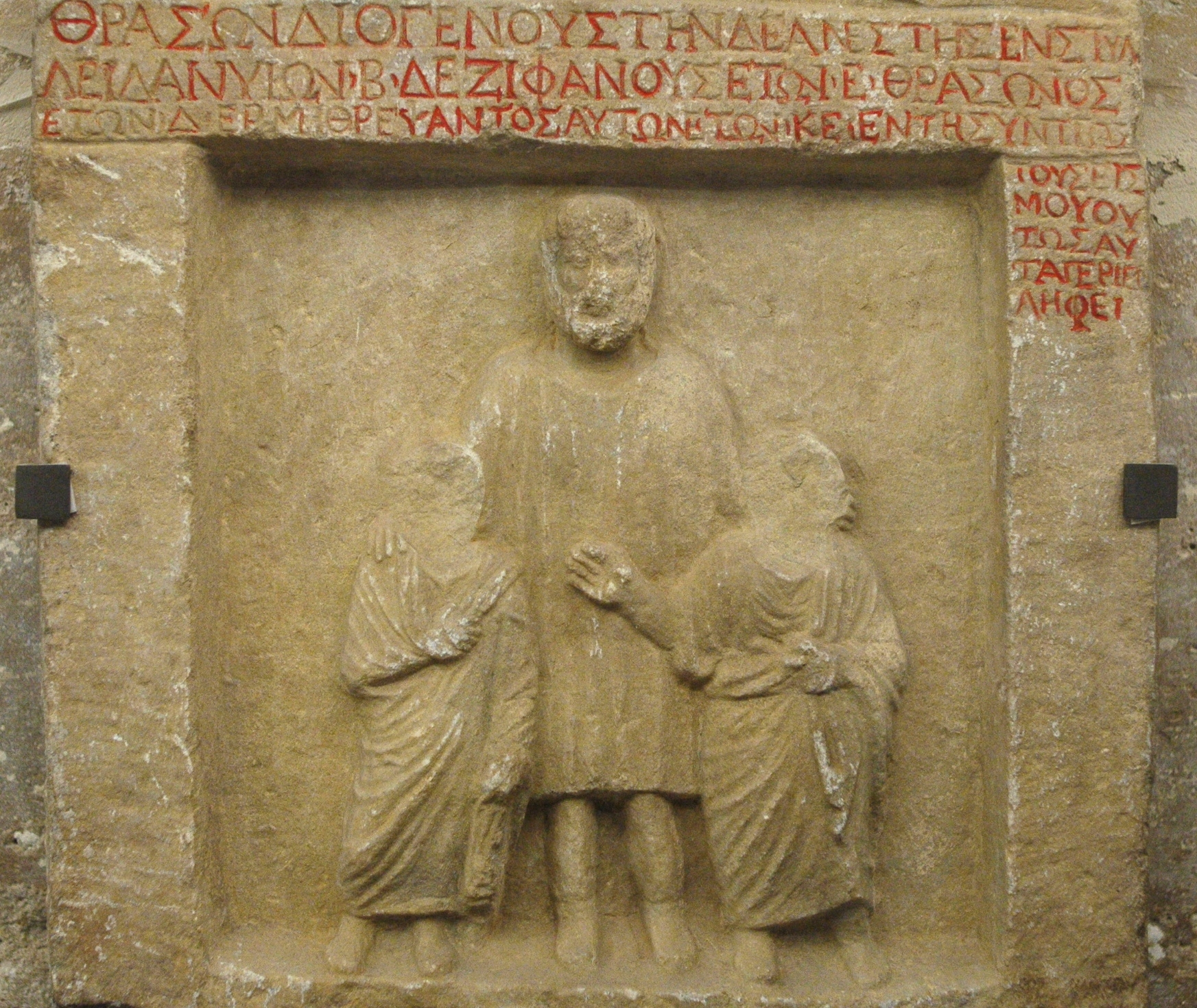
Stèle funéraire élevée pour deux jeunes enfants et leur pédagogue, morts dans un tremblement de terre, Nicomédie, Ier siècle av. J.-C., musée du Louvre.

Il semble que les Grecs ne pratiquaient pas l’« élevage » des esclaves — du moins à l'époque classique : la proportion des esclaves nés à la maison paraît assez importante dans l'Égypte ptolémaïque ou dans les actes d'affranchissement hellénistiques de Delphes. Parfois, la cause en est naturelle : les mines ne font travailler que du personnel masculin. Cependant, les femmes esclaves sont nombreuses dans la domesticité. L’exemple des Noirs dans les États sudistes montre par ailleurs qu’une population servile peut tout à fait se reproduire. Ce point reste donc relativement inexpliqué.
Xénophon conseille de loger esclaves hommes et femmes séparément, de peur qu’ils « ne f[a]ssent des enfants contre [le] vœu [des propriétaires] car, si les bons domestiques redoublent d’attachement pour nous quand ils sont de la famille, les mauvais acquièrent en famille de grands moyens pour nuire à leurs maîtres,. Aristote, dans les Économiques, recommande de « s’assurer de leur fidélité en leur permettant d’avoir des enfants », et affirme qu’il est « conforme à la justice et à l’intérêt de leur proposer, comme récompense, la liberté, car ils se donnent volontiers de la peine lorsqu’une récompense est en jeu et que leur temps de servitude est limité » ; il envisage également la reproduction des esclaves comme un moyen de pression disciplinaire. Plus simplement, l'explication est sans doute économique : il revient moins cher d’acheter un esclave que de l’élever. En outre, l’accouchement met en danger la vie de la mère esclave, et le bébé n’est pas assuré de survivre jusqu’à l’âge adulte[réf. nécessaire].
Par ailleurs, les esclaves nés à la maison, minoritaires, constituent souvent une classe privilégiée. On leur confie par exemple le soin d'emmener les enfants à l'école : ce sont les « pédagogues », au sens premier du terme. Il arrive également que ces esclaves soient les enfants du maître : dans la plupart des cités, notamment Athènes, l'enfant hérite le statut de la mère. Il veille au comportement de l'enfant de leur maître.

## Statuts serviles
La Grèce ancienne ne possède pas un mais plusieurs statuts serviles. Plus précisément, il existe une multitude de statuts allant du citoyen libre à l’esclave-marchandise, en passant par les esclaves-serfs (Pénestes ou Hilotes), les citoyens déclassés, les affranchis, les bâtards ou les métèques.
Moses Finley (1997)[réf. incomplète] propose une grille de lecture des différents statuts :
- droit à une forme de propriété ;
- pouvoir sur le travail d’un autre homme ;
- pouvoir de punir un autre homme ;
- droits et devoirs judiciaires (possibilité d'être arrêté et/ou puni arbitrairement, capacité à ester en justice) ;
- droits et privilèges familiaux (mariage, héritage, etc.) ;
- possibilité de mobilité sociale (affranchissement) ;
- droits et devoirs religieux ;
- droits et devoirs militaires (servir à l’armée comme simple servant, soldat lourd ou léger ou comme marin).

Patrice Brun différencie la servitude intracommunautaire de la servitude intercommunautaire. La première expression désigne une situation dans laquelle l’esclave et l’exploiteur appartiennent à la même communauté tandis que la seconde expression désigne une situation dans laquelle l’esclave et l’exploiteur appartiennent à une communauté différente.

### Esclaves athéniens

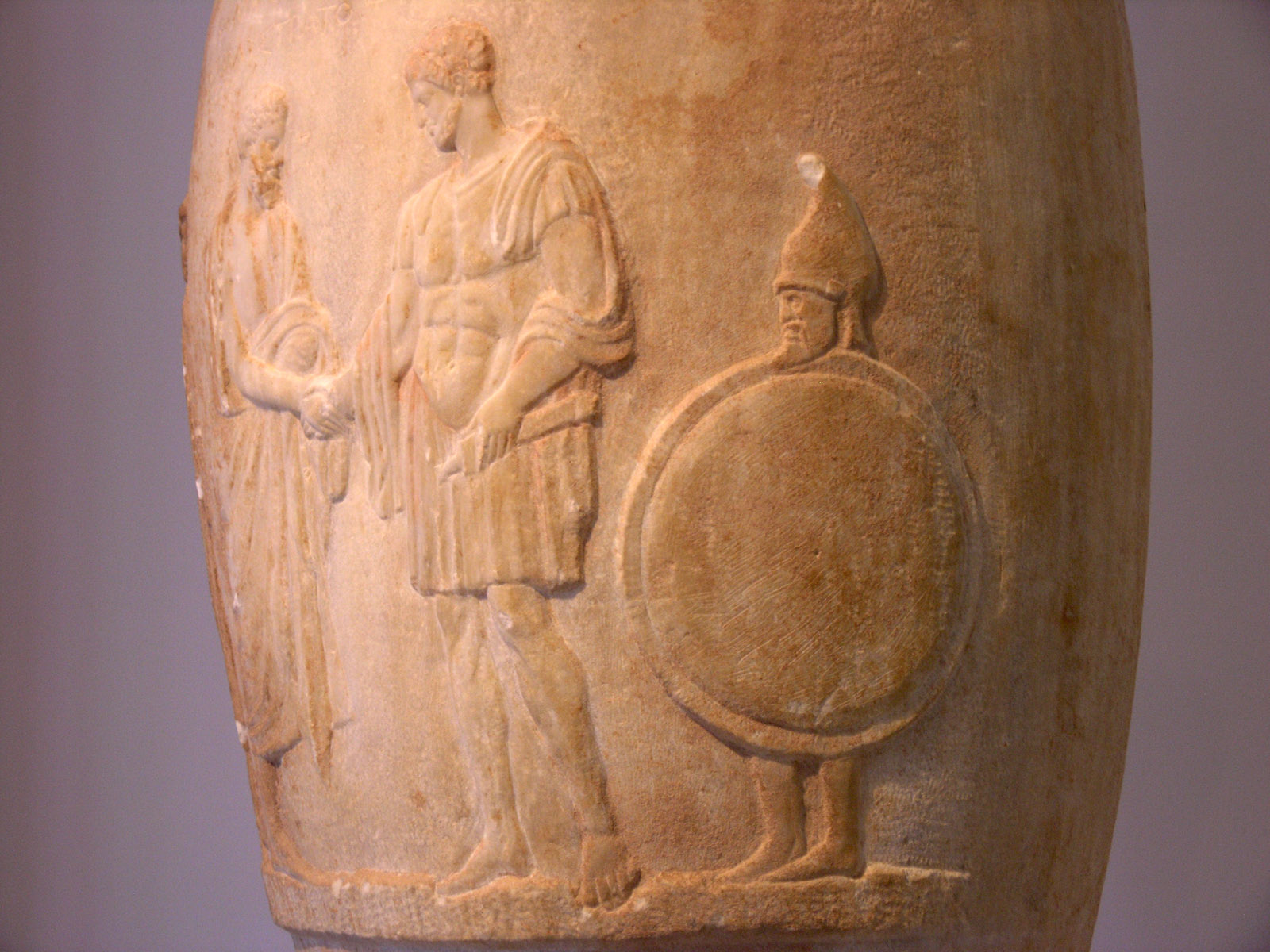
Loutrophore funéraire, à droite un jeune esclave porte le bouclier et le casque de son maître, v. 380-370 av. J.-C., Musée national archéologique d'Athènes.

À Athènes, les esclaves n’ont juridiquement aucun droit. Un délit passible d’amende pour l’homme libre donne lieu à des coups de fouet pour l’esclave, à hauteur, semble-t-il, d’un coup par drachme. À quelques exceptions près, le témoignage de l’esclave n’est pas recevable, sauf sous la torture. L’esclave n’est protégé qu’en tant que bien : si quelqu’un le maltraite, son maître peut intenter une action en dommages et intérêts (δίκη βλάϐης / dikê blabês). Inversement, si son maître le maltraite avec excès, tout citoyen peut poursuivre ce dernier (γραφὴ ὕϐρεως / graphê hybreôs) : il ne s’agit pas là d’humanité envers l’esclave, mais de la réprobation de toute forme d'excès (ὕϐρις / hybris). Il en va de même pour le meurtre d’un esclave : c’est la souillure du meurtrier qui est en cause. Ainsi, le suspect est jugé par le tribunal du Palladion, et non par l’Aréopage, et la peine prévue est l’exil, comme pour l’homicide involontaire[réf. nécessaire].

### Esclaves de Gortyne
À Gortyne, dont le code gravé sur la pierre date du VIe siècle, l'esclave (doulos ou oikeus) se trouve dans un état de dépendance très large[réf. nécessaire]. Ainsi, ses enfants appartiennent à son maître ; celui-ci est responsable de tous les délits de son esclave et inversement, il perçoit les amendes versées par d’autres pour des délits commis contre ses esclaves. Dans le code de Gortyne, où toutes les peines sont monnayées, un esclave voit tous les montants doublés lorsqu’il commet un crime ou un délit. Inversement, un délit commis à l’encontre d’un esclave coûte beaucoup moins cher qu’un délit commis contre un homme libre. Ainsi, le viol d'une femme libre par un non-libre est frappé d’une amende de 200 statères, alors que le viol d’une esclave non-vierge par un non-libre n’aboutit qu’à une amende d’une obole[réf. nécessaire].
L’esclave a cependant le droit de posséder un domicile et du bétail, qui peuvent être transmis à ses descendants, de même que ses vêtements et les objets nécessaires à son ménage[réf. nécessaire].

### Un cas particulier: la servitude pour dettes
Avant l’interdiction de Solon, Athènes pratique l’asservissement pour dettes : un citoyen incapable de payer sa dette à son créancier lui est asservi. Il s’agit principalement de paysans dits « hectémores », louant des terres affermées à de grands propriétaires terriens, et incapables de verser leurs fermages. En théorie, l’asservi pour dettes est libéré quand il peut rembourser sa dette initiale. Le système, développé avec des variantes dans tout le Proche-Orient et cité par la Bible (Deutéronome, 15, 12-17), semble avoir été formalisé à Athènes par le législateur Dracon.[réf. nécessaire]
Solon y met fin par la σεισάχθεια / seisakhtheia, la libération des dettes, l’interdiction de toute créance garantie sur la personne du débiteur et l'interdiction de vendre un Athénien libre, y compris soi-même. Aristote fait ainsi parler Solon dans sa Constitution d'Athènes (XII, 4) :

« J’ai ramené à Athènes, dans leur patrie fondée par les dieux, bien des gens vendus plus ou moins justement (…), subissant une servitude (douleia) indigne et tremblant devant l’humeur de leurs maîtres (despōtes), je les ai rendus libres. »

Bien que le vocabulaire employé soit celui de l’esclavage « classique », la servitude pour dettes en diffère parce que l’Athénien asservi reste Athénien, et dépendant d’un autre Athénien, dans sa cité natale. Cet aspect explique la grande vague de mécontentement populaire du VIe siècle av. J.-C., qui n’entend pas libérer tous les esclaves mais seulement les asservis pour dettes. Enfin, la réforme de Solon laisse subsister deux exceptions à l'interdiction de vendre un Athénien : le tuteur d'une femme non mariée ayant perdu sa virginité a le droit de la vendre comme esclave et un citoyen peut exposer (abandonner) les nouveau-nés non désirés.

### Affranchissement
La pratique de l’affranchissement est attestée à Chios dès le VIe siècle. Il est probable qu’elle remonte à l’époque archaïque, la procédure se faisant alors par oral. Des affranchissements informels sont également attestés à la période classique : il suffit de s’assurer des témoins, ce qui conduit des citoyens à affranchir leur esclave en pleine représentation théâtrale ou en pleine délibération du tribunal. La chose sera au reste interdite à Athènes au milieu du VIe siècle, pour éviter des troubles à l’ordre public.
La pratique devient plus courante à partir du IVe siècle et donne lieu à des actes gravés sur pierre, qui ont été retrouvés dans des sanctuaires comme ceux de Delphes ou Dodone. Ils datent principalement du IIe et du Ier siècle av JC, ainsi que du Ier siècle apr. J.-C. S'il existe des cas d'affranchissement collectif, il s'agit dans la grande majorité des cas d'un acte volontaire de la part du maître — un homme mais aussi, surtout à partir de l'époque hellénistique, une femme. L’esclave ne paraît guère avoir son mot à dire et les femmes ne semblent guère en bénéficier plus que les hommes. L’esclave est souvent tenu de se racheter, pour un montant au moins équivalent à sa valeur marchande. Pour ce faire, il peut prélever sur son éventuel pécule, contracter un prêt amical (ἔρανος / eranos) ou emprunter à son maître. L’affranchissement a souvent une nature religieuse : soit l’esclave est réputé vendu à la divinité (bien souvent Apollon delphien), soit il est consacré après son affranchissement. Le temple perçoit alors une partie de la somme versée en rachat, et garantit la validité du contrat. L’affranchissement peut aussi être entièrement civil, des magistrats jouant alors le rôle de la divinité et percevant également une taxe. Selon Plutarque, les esclaves qui désespèrent d'obtenir leur liberté peuvent du moins demander d'être vendus à un autre maître, et passer à une servitude plus douce.
La liberté gagnée par l’esclave peut être totale ou partielle, au choix du maître. Dans le premier cas, l’affranchi est protégé juridiquement contre toute tentative de le réduire de nouveau en esclavage, par exemple de la part des héritiers de son ancien maître. Dans le second, l’affranchi peut être soumis à un certain nombre d’obligations vis-à-vis de son ancien maître. Le contrat le plus contraignant est la paramonê, sorte de servitude à durée limitée (souvent jusqu'à la mort de l'ancien maître) durant laquelle le maître garde presque tous ses droits sur l’affranchi.
Au regard de la cité, l’affranchi est loin d’être l’égal d’un citoyen de naissance. Il est soumis à toutes sortes d’obligations dont on peut se faire une idée au vu de celles que propose Platon au Livre XI de ses Livres des Lois, : présentation trois fois par mois au domicile de l’ancien maître, interdiction de devenir plus riche que ce dernier, etc. En fait, le statut de l’affranchi se rapproche de celui du métèque.

### Des esclaves à Sparte
Les citoyens de Sparte disposent d'Hilotes, dépendants possédés collectivement par l'État. On ne sait pas avec certitude s'ils ont également des esclaves-marchandise. Les textes[Lesquels ?] font mention de personnages affranchis par des Spartiates (l'affranchissement étant théoriquement interdit pour les Hilotes) ou vendus à l'étranger : c'est le cas du poète Alcman, d'un dénommé Philoxénos, citoyen de Cythère, qui aurait été réduit en esclavage lors de la conquête de sa cité, puis revendu à un Athénien, d'un cuisinier spartiate qui aurait été vendu à Denys l'Ancien ou à un roi du Pont ou encore des fameuses nourrices spartiates, très prisées des aristocrates athéniens.
En outre, certaines mentions évoquent, au sujet de Sparte, des esclaves et des Hilotes, ce qui tend à suggérer que les deux populations ne se recoupent pas. Dans le Premier Alcibiade, le pseudo-Platon, au sujet des richesses des Spartiates, cite « les esclaves et notamment les Hilotes » ; Plutarque explique que les activités domestiques sont le domaine « des esclaves et des Hilotes ».
Enfin, l'accord de 404 av. J.-C. mettant fin à la révolte de la Messénie stipule que les rebelles réfugiés dans l'Ithômé devront quitter définitivement le Péloponnèse et précise que quiconque s'y faisant prendre deviendra l'esclave de celui qui s'en sera saisi. Clairement, la possession privée d'un esclave n'est donc pas illégale[réf. nécessaire].
La plupart des historiens s'accordent donc à penser que des esclaves-marchandise sont employés à Sparte, du moins après la victoire de - 404, mais peu nombreux et seulement dans les classes supérieures. Comme dans les autres cités grecques, ils peuvent être acquis comme butin ou sur le marché. Enfin, si l'on admet que les Périèques ne peuvent pas avoir d'Hilotes à leur service, ils doivent bien avoir des esclaves.

## Condition des esclaves

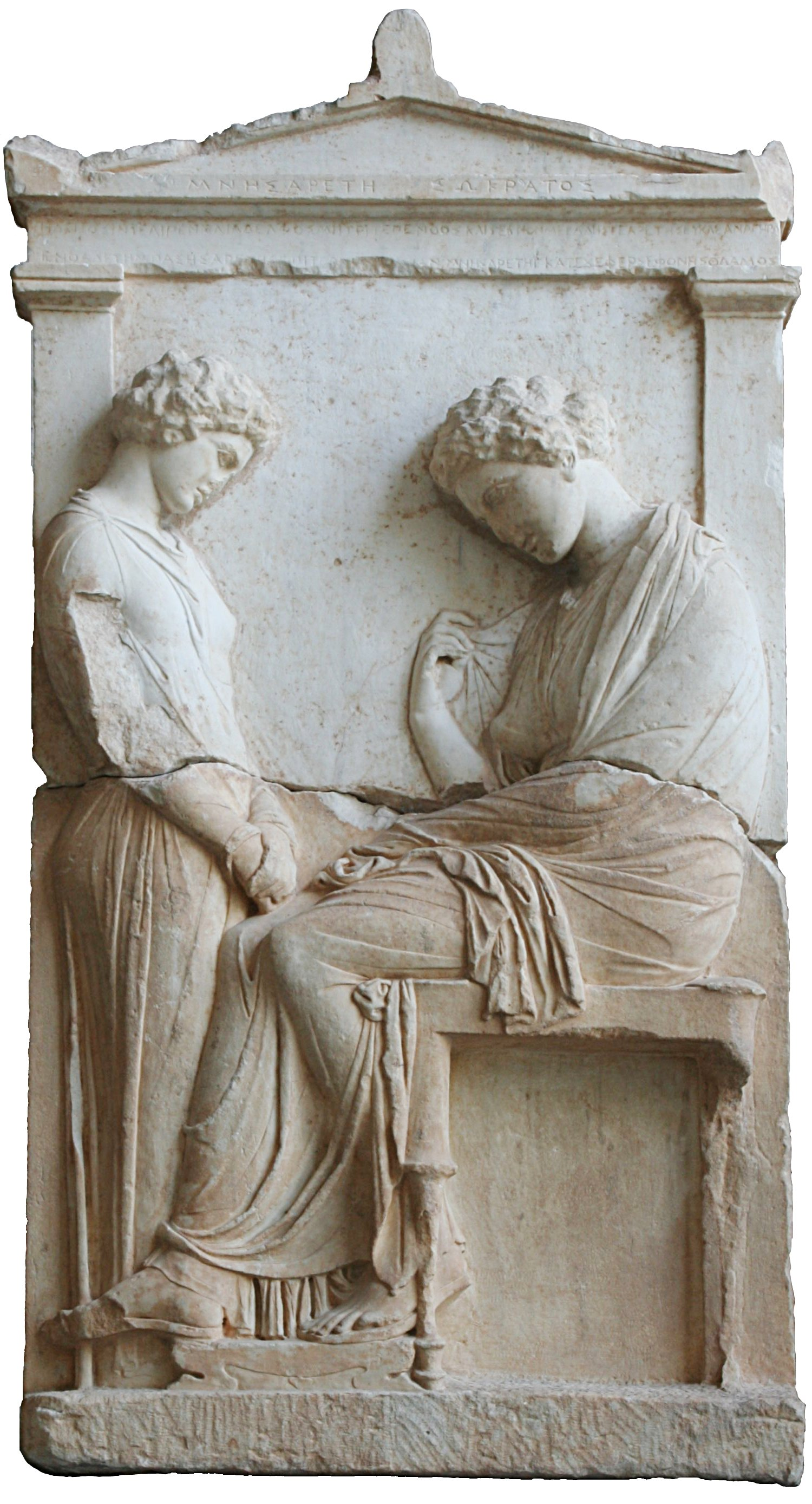
Stèle funéraire : l'esclave est représentée comme un personnage de petite taille, près de sa maîtresse, Glyptothèque de Munich.

L’arrivée d’un nouvel esclave dans une famille était marquée par un rituel qui consistait à répandre sur sa tête des morceaux de figue ou de noix. Selon le pseudo-Aristote, le quotidien de l'esclave se résume à trois mots « le travail, la discipline et la nourriture ». Xénophon conseille de traiter les esclaves comme des animaux domestiques, c’est-à-dire de les punir en cas de désobéissance et de les récompenser en cas de bonne conduite,. Aristote pour sa part préfère en user comme avec les enfants, et recourir aux ordres mais aussi aux recommandations, car l'esclave après tout est capable de comprendre les raisons qu'on lui donne,.
La littérature grecque abonde en scènes de flagellations d’esclaves : la flagellation est un moyen de pousser l’esclave au travail ; Théophraste montre dans ses Caractères un importun qui rit d'une flagellation, de même que l’octroi de nourriture, de vêtements ou de repos. Cette violence peut être le fait du maître, mais aussi de l’intendant, pourtant également esclave. Au début des Cavaliers Aristophane présente deux esclaves se plaignant des « bleus sans arrêt et des raclées » que leur inflige le nouvel intendant. Cependant, Aristophane lui-même dénonce par ailleurs ce qui est une véritable scie dans la comédie grecque :

« C'est lui [Aristophane] qui (…) a donné congé aux esclaves qu’on tirait de leur trou, pleurnichant à tout propos, et ça à seule fin de les faire blaguer par un copain pour avoir été rossés, en lui faisant demander : “Mon pauvre bougre, qu'est-ce qui t’est arrivé à l'épiderme ? Serait-ce le chat à neuf queues qui a déclenché une offensive en force sur tes flancs, et t’a fait voler des copeaux d'échine ?” »

La condition des esclaves varie beaucoup selon leur statut : l’esclave mineur du Laurion connaît des conditions de travail particulièrement pénibles, tandis que l'esclave en ville jouit d’une relative indépendance. Il peut vivre et travailler seul, moyennant paiement d’une redevance forfaitaire (ἀποφορά / apophorá) à son maître ; l’apophorá est due pour tous travaux effectués hors de la maison du maître. L’esclave peut ainsi mettre de l’argent de côté, parfois suffisamment pour se racheter. L’affranchissement est en effet un levier puissant de motivation dont il est difficile d'estimer l'ampleur réelle. Le pseudo-Xénophon va jusqu’à déplorer la licence dans laquelle vivent les esclaves athéniens,. Un passage de Tyrtée cité par Pausanias conteste l'existence de l’apophorá, et parle de la moitié des revenus de la terre reversée aux maîtres. Ce bon traitement prétendu n’empêche pas 20 000 esclaves athéniens de s’enfuir à la fin de la guerre du Péloponnèse, sur l’incitation de la garnison spartiate stationnée en Attique, à Décélie. Or ceux-ci sont composés essentiellement d’esclaves artisans qualifiés, probablement parmi les mieux traités. Inversement, l’absence de grande révolte des esclaves grecs, comparable par exemple avec celle de Spartacus à Rome, s’explique sans doute par leur dispersion relative, empêchant toute action concertée de grande envergure.
Des esclaves pouvaient être amenés à travailler sur le même plan que des hommes libres. L’industrie du bâtiment emploie ainsi indistinctement des esclaves et des hommes libres. Par exemple, la frise et les colonnes de l’Erechteheion sur l’acropole à Athènes datant de la fin du Ve siècle représentent des citoyens, des esclaves et des métèques au travail et on a retrouvé des inscriptions sur l’Acropole se rapportant à la finition du temple ionique consacré à Athéna et Poséidon qui montrent que le salaire des esclaves ne diffère pas de celui des autres travailleurs. Ce cas montre des esclaves aux côtés des hommes libres parmi les ouvriers des grands chantiers ; dans ce genre de cas ils sont loués par des entrepreneurs qui se chargeaient les travaux.

## Conceptions de l’esclavage grec

### Conceptions antiques

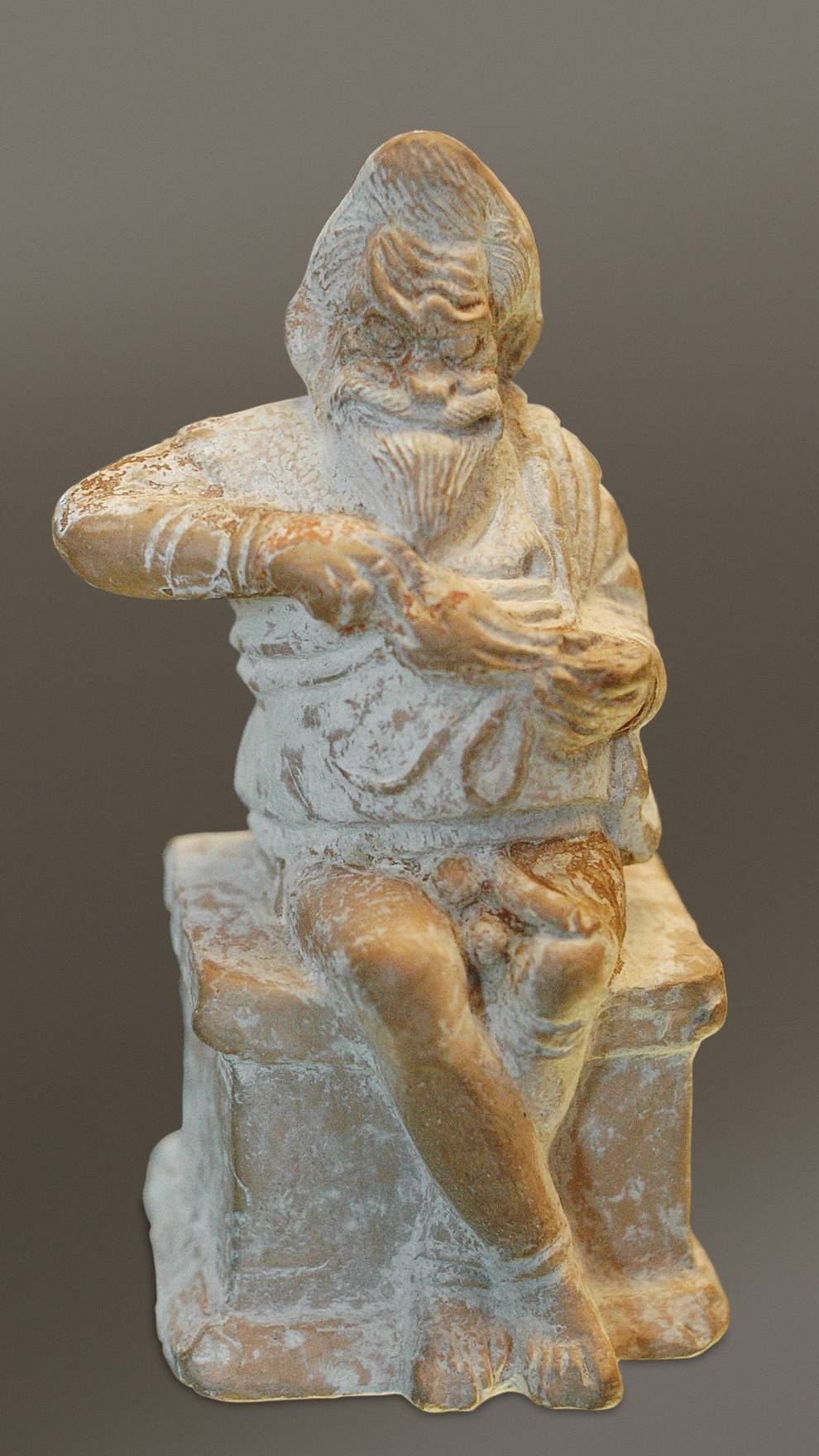
Esclave de théâtre assis sur un autel, vidant la bourse qu'il vient de dérober, v. 400-375 av. J.-C. Musée du Louvre.

La plupart des auteurs antiques ne remettent pas en cause l’existence de l’esclavage. Alcidamas est l'un des très rares auteurs grecs à mettre en question l'esclavage lorsqu'il écrit que « Dieu créa tous les hommes libres, la nature n'a fait aucun esclave ». 
Chez Homère et les auteurs pré-classiques, l’esclavage est une conséquence inévitable de la guerre. Héraclite reconnaît ainsi : « Le combat est père de tout, roi de tout (…) : il a rendu les uns esclaves, les autres libres ».
À l’époque classique émerge l’idée de l’esclavage « par nature » : ainsi, comme le dit Eschyle, les Grecs « ne sont ni esclaves, ni sujets de personne » tandis que les Perses, comme le résume Euripide, « sont tous esclaves, sauf un » — le Grand Roi. Cette idée latente est théorisée à la fin du Ve siècle par Hippocrate : selon lui, le climat tempéré d'Asie mineure produit des hommes placides et soumis. Cette explication est reprise par Aristote dans sa Politique, où il approfondit la théorie de l’esclavage par nature : « L’être qui, grâce à son intelligence, est capable de prévoir est gouvernant par nature ; l’être qui, grâce à sa vigueur corporelle, est capable d'exécuter est gouverné et par nature esclave »,. « Contrairement aux animaux, l’esclave peut percevoir la raison mais il est « complètement dépourvu de la faculté de délibérer » »,.
Platon, lui-même, réduit en esclavage par Denys puis racheté par l'un de ses amis, condamne au contraire implicitement l'esclavage dans le Ménon, en faisant participer un jeune esclave à la discussion philosophique. Par là, le statut de celui-ci comme être humain à part entière est reconnu et le fondement de l'esclavage « par nature » est démenti. Il témoigne même dans les Lois de la remarquable vertu dont certains esclaves ont su faire preuve à l’égard de leurs maîtres : « Beaucoup, dans le passé, ont été, pour leurs maîtres, meilleurs à tous égards que des frères ou des fils, quand ils sauvaient leur personne, leurs biens, leur maisonnée tout entière ». Il recommande la seule conduite qui vaille pour « quiconque exerce une autorité, dans ses relations avec plus faible que soi-même », à savoir un traitement plein d’humanité et de justice, qui consiste à « entourer les esclaves d’égards, non pas seulement dans leur intérêt, mais dans le sien plus encore, à ne se permettre envers les serviteurs aucune brutalité. […] Celui qui dans ses mœurs et sa conduite envers ses esclaves échappe aux souillures de l’impiété et de l’injustice, celui-là est le plus qualifié pour semer des germes de vertu ». Il condamne l'esclavage comme institution, dans le Politique, en en faisant explicitement une mesure pénale destinée à sanctionner ceux qui sont coupables de tomber au dernier degré de l'avilissement,, de même que les criminels sont punis d'exil ou de mort : ainsi conçu, l'esclavage équivaut à la prison perpétuelle, mais dans des conditions bien plus humaines. Dans ce texte, Platon limite donc l'usage légitime de l'esclavage à quelque chose d'exceptionnel. Parallèlement se développe chez les sophistes l’idée que tous les hommes appartiennent à une même race, qu’ils soient Grecs ou Barbares — et donc que certains hommes sont esclaves alors qu’ils ont l’âme d'un homme libre, et réciproquement. Aristote lui-même reconnaît cette possibilité, et avance l'argument selon lequel l’esclavage ne peut être imposé que si le maître est meilleur que l’esclave, rejoignant ainsi sa théorie de l’esclavage par nature. De leur côté, les sophistes finissent par conclure que la véritable servitude n’est pas liée au statut mais est celle de l’esprit : ainsi, dit Ménandre, « Sois libre d’esprit, bien que tu sois esclave : dès lors, tu ne seras plus esclave ». Cette idée, reprise à la fois par les stoïciens et les épicuriens, n’est en rien une opposition au système de l’esclavage, qu'elle contribue au contraire à banaliser[réf. nécessaire].
Même dans l’utopie, les Grecs ne parviennent guère à penser l’absence d’esclaves. La « cité idéale » des Lois postule bien leur existence, de même que Coucouville-les-Nuées dans les Oiseaux d’Aristophane ; leur présence au sein de celle de La République fait débat. Les « cités renversées » montrent les femmes au pouvoir ou encore la fin de la propriété privée (Lysistrata, l’Assemblée des femmes) mais non les esclaves gouvernant les maîtres. Les seules sociétés sans esclaves sont celles de l’âge d'or ou de pays de Cocagne, où la satisfaction des besoins n’est pas un problème. Dans ce genre de société, d’après Platon dans Le Politique,, on récolte à profusion sans semer. Dans les Amphictyons du poète Téléclidès, contemporain d'Aristophane cité par Athénée, le pain d’orge se bat avec le pain de froment pour être mangé par les hommes. Mieux encore, les objets se meuvent d’eux-mêmes : la farine se pétrit elle-même et la carafe verse toute seule. La société sans esclave est donc reléguée à un au-delà chronologique ou géographique. Dans une société normale, on a besoin d'esclaves[réf. nécessaire].
Mais Paulin Ismard indique que le monde grec est traumatisé par la violence que les maitres de Chios, qui comptaient alors parmi les principales sociétés esclavagistes, imposent à leurs esclaves. Les grecs la trouvent sacrilège. Ils inventent énormément d'histoires à ce propos, souvent pour dire que cette violence se retournera un jour contre eux. Ainsi, Nymphodore de Syracuse, un historien du 4e siècle av. J.-C., affirme qu'une communauté de marronnage (esclavage) s'est réfugiée dans les montagnes de l'ile et y aurait fondé une étrange anti-cité grecque : le royaume de Drimakos. Dans quelle mesure ce récit s'appuie-t-il sur des faits réels, des actes de résistance des esclaves ? Nymphodore souligne que, en fait, cette cité et ce roi soutiennent la société esclavagiste en particulier, son roi s'est engagé à renvoyer les esclaves marrons auprès de leurs maitres si la violence qu'il leur fait subir n'est pas assez forte. On ignore tout de la façon dont ce récit a été confectionné. Est-ce une légende populaire reprise par les élites intellectuelles ? Cette histoire contient peut-être des traces des stratégies de résistance et des capacités de négociation des esclaves contre leurs maitres, aussi bien que l'affirmation du caractère totalitaire de cette société, puisqu'il est impossible de s'en échapper.

### Conceptions modernes
Conformément à la tradition historiographique moderne, cet article ne traite que des esclaves-marchandises — non des groupes dépendants comme les Pénestes thessaliens, les Hilotes spartiates ou encore les Clarotes crétois aux statuts complexes, plus proches du servage médiéval. L’esclave-marchandise, lui, est un individu privé de liberté et soumis à un propriétaire qui peut l’acheter, le vendre ou le louer, comme un bien[réf. nécessaire].
L'étude de l'esclavage en Grèce antique pose des problèmes méthodologiques non négligeables. La documentation est disparate et très fragmentaire, concentrée sur la cité d'Athènes. Aucun traité ne porte spécifiquement sur le sujet. Les plaidoyers judiciaires du IVe siècle av. J.-C. ne s'intéressent à l'esclave qu'en tant que source de revenus. La comédie et la tragédie mettent en scène des stéréotypes. Il est difficile de distinguer avec certitude un esclave d'un artisan dans la production iconographique ou parmi des stèles. Même la terminologie est souvent vague[réf. nécessaire].

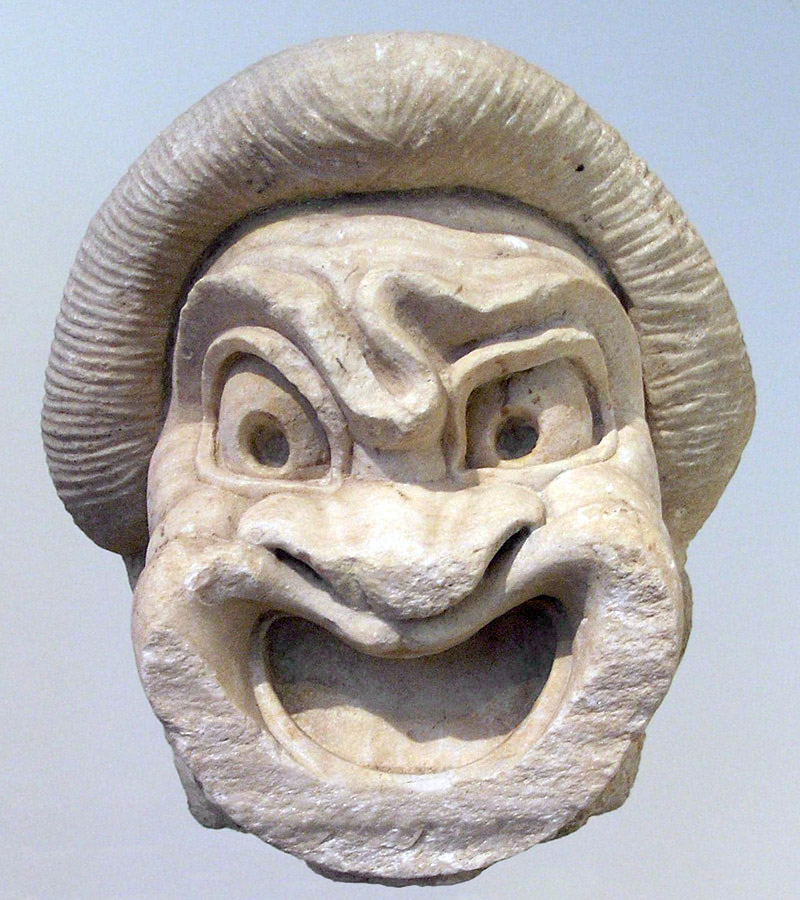
Masque de théâtre appartenant au type du Premier esclave de la Nouvelle Comédie, IIe siècle av. J.-C., Musée national archéologique d'Athènes.

Chez les Modernes, l’esclavage en Grèce antique est longtemps l’objet d’un discours apologétique chrétien qui s’attribue la responsabilité de la fin du système. À partir du XVIe siècle, le discours sur l’esclavage antique devient moralisateur : il doit être interprété à la lumière de l’esclavage colonial, soit que les auteurs en louent les mérites civilisateurs, soit qu’ils en dénoncent les méfaits. Ainsi Henri Wallon publie en 1847 une Histoire de l’esclavage dans l’Antiquité dans le cadre de son combat pour l'abolition de l'esclavage dans les colonies françaises[réf. nécessaire].
Au XIXe siècle émerge un discours différent, de type économico-politique. Il s’agit désormais de distinguer des phases dans l’organisation des sociétés humaines, et d’interpréter correctement la place qu'y joue l’esclavage grec. L’influence de Marx est ici déterminante : pour lui, la société antique est caractérisée par un essor de la propriété privée et par le caractère dominant — et non secondaire, comme dans les autres sociétés pré-capitalistiques — de l'esclavage comme mode de production[réf. nécessaire].
S’oppose bientôt à l’interprétation marxiste le courant positiviste représenté par l’historien Eduard Meyer (l’Esclavage dans l’Antiquité, 1898) : selon lui, l’esclavage est l’envers de la démocratie grecque. Il est donc un phénomène juridique et social, et non économique. Ce courant historiographique évolue au XXe siècle : mené par un auteur comme Joseph Vogt, il voit en l’esclavage la condition du développement de l’élite, en l’espèce les citoyens. Inversement, il insiste sur les possibilités offertes aux esclaves de s’agréger à l’élite. Il estime que la société moderne, fondée sur des valeurs humanistes, a permis de dépasser ce mode de développement. L’esclavage grec fait toujours l’objet de débats historiographiques, en particulier sur deux questions provenant de l'école marxiste, à savoir : peut-on dire que la société grecque était esclavagiste, c'est-à-dire que son économie reposait sur l'esclavage ? et les esclaves grecs formaient-ils une classe sociale ?[réf. nécessaire]